# Reserva gestionada d'Ilto
La Reserva gestionada d'Ilto (georgià: ილტოს აღკვეთილი) és una àrea protegida del municipi d'Akhmeta a la regió de Kakhètia, Geòrgia.
Aquesta reserva forma part de les àrees protegides de Bàtsari-Babàneuri, que també inclou la Reserva natural estricta de Bàtsari i la Reserva natural estricta de Babàneuri.
La Reserva gestionada d'Ilto inclou les parts de la capçalera de la vall d'Ilto. Limita amb la Reserva natural estricta de Bàtsari, situada a la gorja de Pankisi, a l'est.
La Reserva gestionada d'Ilto es va establir per protegir i restaurar espècies de fusta preciosa i fauna característica.

## Fauna
Entre els ocells més comuns a la zona hi ha l'aligot, el falcó, l'esparver comú i l'àguila. Rares vegades se n'ha observat també el trencalòs. Les espècies de mamífers estan representades per: eriçons, martes, conills, toixons, xacals, guineus, llops, senglars, ossos, cérvols, linxs i isards. La llúdriga és bastant rara.